# Blas Cantó
Blas Cantó Moreno (Ricote, Murcia, 26 oktober 1991) is een Spaanse zanger. Hij was van 2009 tot 2016 lid van de Spaanse groep Auryn. Zijn debuut studioalbum Complicado kwam uit in 2018. Het album piekte op nummer één in de Spaanse album hitlijsten. Hij zou Spanje vertegenwoordigen op het Eurovisiesongfestival 2020 in Rotterdam met het lied "Universo", maar de wedstrijd werd afgelast vanwege de COVID-19-pandemie. In plaats daarvan vertegenwoordigde hij Spanje op het Eurovisiesongfestival 2021 met het liedje "Voy a quedarme".

## Biografie
Cantó begon al jong met zingen en nam als achtjarige deel aan de talentenjacht Veo Veo. Vier jaar later nam hij deel aan de Spaanse preselectie voor het Junior Eurovisiesongfestival 2004. Hierin eindigde hij als tweede. 
In 2009 was hij medeoprichter van de groep Auryn, waarmee hij in 2011 met het lied Volver deelnam aan Destino Eurovisión, de Spaanse preselectie voor het Eurovisiesongfestival. De groep stootte door tot de top drie, maar verloor uiteindelijk van Lucía Pérez, die Spanje vertegenwoordigde op het Eurovisiesongfestival in 2011. Nadien kende de groep Auryn in Spanje nog een groot succes en won verschillende prijzen. In 2016 kondigde de bandleden aan uit elkaar te gaan en zich op soloprojecten te richten.
In 2016 nam Cantó deel aan het vijfde seizoen van de Spaanse talentenjacht Tu cara me suena, een televisiewedstrijd waarbij de deelnemers zich week na week voordoen als bekende zangers en zangeressen. In deze wedstrijd bracht hij onder andere nummers van Queen, Prince, Cher en Ricky Martin. Ook kroop hij in de huid van John Travolta voor de bekende auto-scène Greased Lightnin' uit de film Grease. Hij stootte uiteindelijk door tot de finale en won deze met 55% van de televotes.
In 2017 bracht hij zijn debuut solosingle In Your Bed uit. Een jaar later bracht hij zijn eerste Spaanstalige solosingle uit, Él no soy yo. Deze stond maar liefst 40 weken in de Spaanse hitlijsten. In september 2018 bracht hij zijn eerste album, Complicado, uit, met zowel Engelstalige als Spaanstalige nummers. Het album bereikte nummer 1 in de Spaanse album hitlijsten.
In 2019 nam Cantó opnieuw deel aan Destino Eurovisión - dit keer als soloartiest - en werd hij intern geselecteerd om zijn vaderland te vertegenwoordigen op het Eurovisiesongfestival 2020 met het nummer Universo. Het festival werd echter geannuleerd. Daarop besloot de Spaanse openbare omroep om hem opnieuw te selecteren voor deelname aan het Eurovisiesongfestival 2021. Aangezien niet iedereen tevreden was met de nummerkeuze van het jaar ervoor, werd besloten het Spaanse volk te laten beslissen over het nummer dat ze dit jaar zouden inzenden. Er werden twee nummers voorgesteld: Memoria en Voy a quedarme. Dit laatste won met 58% van de stemmen en werd dus de Spaanse inzending voor het muziekfestival van 2021. Spanje mocht als een van de vijf grote geldschieters meteen naar de finale, maar daar haalde het lied de op twee na laatste plaats met zes punten, waarvan geen enkel van de televoters.
1961: Conchita Bautista · 
1962: Víctor Balaguer · 
1963: José Guardiola · 
1964: Tim, Nelly & Tony · 
1965: Conchita Bautista · 
1966: Raphael · 
1967: Raphael · 
1968: Massiel · 
1969: Salomé · 
1970: Julio Iglesias · 
1971: Karina · 
1972: Jaime Morey · 
1973: Mocedades · 
1974: Peret · 
1975: Sergio & Estíbaliz · 
1976: Braulio · 
1977: Micky · 
1978: José Vélez · 
1979: Betty Missiego · 
1980: Trigo Limpio · 
1981: Bacchelli · 
1982: Lucía · 
1983: Remedios Amaya · 
1984: Bravo · 
1985: Paloma San Basilio · 
1986: Cadillac · 
1987: Patricia Kraus · 
1988: La Década · 
1989: Nina · 
1990: Azúcar Moreno · 
1991: Sergio Dalma · 
1992: Serafín Zubiri · 
1993: Eva Santamaría · 
1994: Alejandro Abad · 
1995: Anabel Conde · 
1996: Antonio Carbonell · 
1997: Marcos Llunas · 
1998: Mikel Herzog · 
1999: Lydia · 
2000: Serafín Zubiri · 
2001: David Civera · 
2002: Rosa · 
2003: Beth · 
2004: Ramón · 
2005: Son de Sol · 
2006: Las Ketchup · 
2007: D'Nash · 
2008: Rodolfo Chikilicuatre · 
2009: Soraya · 
2010: Daniel Diges · 
2011: Lucía Pérez · 
2012: Pastora Soler · 
2013: El Sueño de Morfeo · 
2014: Ruth Lorenzo · 
2015: Edurne · 
2016: Barei · 
2017: Manel Navarro · 
2018: Alfred & Amaia · 
2019: Miki · 
2021: Blas Cantó · 
2022: Chanel · 
2023: Blanca Paloma · 
2024: Nebulossa · 
2025: Melody
- Biblioteca Nacional de España: XX5375491
- Gemeinsame Normdatei: 1199947059
- International Standard Name Identifier: 0000 0004 2859 2159
- MusicBrainz: 81f476c8-9ad1-4771-a5b6-1fe53cbf7481
- Virtual International Authority File: 307210104
- WorldCat: E39PBJqVRWDmFDq96P7ftBctrq